# Portugiesische Heraldik
Die portugiesische Heraldik  umfasst die historischen und modernen Traditionen der Heraldik in Portugal sowie in den Territorien, die historisch gesehen Teil der portugiesischen Überseegebiete waren oder auf andere Weise einen portugiesischen heraldischen Einfluss hatten.
Gesetzlich ist festgelegt, dass Wappen nur ein Feld mit einem Heroldsbild oder nur eine oder mehrere gemeine Figuren enthalten soll.
Als Beizeichen wird  die verkleinerte Darstellung des Landeswappens verwendet. Über dem Schild wird goldenen und silbernen Mauerkronen den Vorrang gegeben. Häufige gestückte Einfassungen (Bord) sind verbreitet. In Portugal hielt sich bis in das ausgehende Mittelalter die Auffassung, dass jedes Wappen einer bestimmten Person zugeordnet werden muss. Mit Quinas werden in der Heraldik die fünf kleinen blauen Wappenschildchen mit je fünf weißen Punkten bezeichnet. Sie sind im portugiesischen Wappen und auf der portugiesischen Flagge kreuzweise gestellt. In den Wappen ehemaliger Kolonien kommen sie ebenfalls vor. 